# Lemay (entreprise)
Ne doit pas être confondu avec René-Pamphile Lemay.
Pour les articles homonymes, voir Lemay.
Lemay est un bureau d'architecture canadien dont le siège social est à Montréal. La firme a aussi des bureaux à Québec, Toronto, Edmonton, Calgary, New York, Dubaï et Sao Paolo. 
L'entreprise est fondée en 1957 par architectes Georges E. Lemay et Claude Leclerc sous le nom de Lemay Leclerc Architectes. Ils se font connaître à Montréal pour des projets tels que l’église Saint-Jean Baptiste de la Salle et la station de métro De l’Église (sous le nom de Lemay et Leduc). L'entreprise grandit et conçoit des projets d'envergure tels que le 1000 De La Gauchetière et le Centre Bell. Georges E. Lemay est décédé le 30 septembre 2017, à l'âge de 88 ans. L'entreprise est maintenant dirigée par son fils, Louis T. Lemay.
En 1986, le fils de George E. Lemay, Louis Thomas, devient architecte pour la firme. Il en prend les rênes à titre de président en 1998, et ouvre un bureau à Québec la même année. 
En 1993, André Cardinal et Pierre Larouche se joignent à la firme. Ils deviennent associés en 2000 et 2002, respectivement. En 2001, l'acquisition de Groupe Robert Vachon Design à lieu, spécialisé dans le design d’intérieur. En 2006, Architectes Lemay et Associés devient Services intégrés Lemay et Associés. En 2014 à lieu l'acquisition de trois filiales du Groupe IBI et partenariat avec ELEMA, une firme spécialisée dans la conception de structures de bâtiments. En 2014, la firme d'architectes Éric Pelletier de Québec fusionne avec Lemay. En 2015, Lemay acquiert Andres Escobar Design et ouvre son premier bureau à New York, Lemay + Escobar,,,,. En 2017, l'expansion dans l’Ouest canadien et intégration de Toker + Associates, une firme d’architecture et de design d’intérieur basée à Calgary,,. Le 30 septembre 2017, Georges E. Lemay s’éteint à l’âge de 88 ans. En 2020, la firme regroupe toutes ses équipes sous un même nom, Lemay, puis revoit son image de marque l’année suivante,,. En 2023, le cabinet annonce une fusion avec Giovanni A. Tassone Architects de Toronto.

## Projets
Lemay a conçu plusieurs projets faisant partie de la liste des plus hauts immeubles de Montréal.
- 1000 De La Gauchetière avec Dimakopoulos & Associates (1992)
- Centre Bell en consortium avec Lapointe Magne et Associés (1996)
- Réaménagement de la Place d'Armes (2011)
- Le Complexe des sciences de l’Université de Montréal (Campus MIL) (2011)

- Bibliothèque du Boisé avec Cardinal Hardy / Labonté Marcil / Eric Pelletier architectes (2013)

- Tour des Canadiens avec DAA, MMA, Huma design (2016)
- Frédéric-Back Park (2017)
- Réaménagement du lieu historique de la Place Vauquelin (2018)
- La Passerelle Quad Windsor (2019)
- Le Chalet du sommet de Bromont (2019)
- Four Seasons Hotels and Resorts de Montréal (2019)
- Le Phénix (2019)

- Réfection de l’enveloppe du Grand Théâtre de Québec (2019)

- Réaménagement de l’Espace 67 au Parc Jean-Drapeau (2019)

- La communauté verticale Humaniti (2021)
- Le Théâtre de Verdure (Montréal) (2022)
- Pavillon d’accueil de l’Oratoire Saint-Joseph du Mont-Royal (2025)
- Le Centre de transport Bellechasse
- Odea
- Place des Montréalaises
- Parc du Monument irlandais de Montréal